# Gekijōban Project Sekai Kowareta Sekai to Utaenai Miku
Gekijōban Project Sekai Kowareta Sekai to Utaenai Miku (bra: Colorful Stage! O Filme: Uma Miku Que não Sabe Cantar!) é um filme musical dramático de animação japonesa de 2025 baseado no jogo eletrônico para dispositivos móveis Hatsune Miku: Colorful Stage! desenvolvido pela Colorful Palette e publicado pela Sega. Produzido pela P.A. Works e distribuído pela Shochiku, o filme foi dirigido por Hiroyuki Hata e escrito por Yoko Yonaiyama. É o primeiro longa-metragem baseado na personagem Hatsune Miku.
O filme estreou nos cinemas japoneses em 17 de janeiro de 2025. A Cinecolor Films licenciou o filme no Brasil, sendo lançado em 5 de junho de 2025.

## Produção
O filme foi anunciado em 29 de julho de 2024. O filme é produzido pela P.A. Works e dirigido por Hiroyuki Hata, com Yoko Yonaiyama escrevendo o roteiro, Yuki Akiyama desenhando os personagens e Satoshi Hōno compondo a música. Os membros do elenco do jogo eletrônico para dispositivos móveis Hatsune Miku: Colorful Stage! reprisam seus papéis.

### Lançamento
O filme é distribuído pela Shochiku e estreou no Japão em 17 de janeiro de 2025. Inicialmente, a Cinecolor Films anunciou em 14 de março de 2025 que o filme seria lançado nos cinemas brasileiros em 8 de maio, entretanto, o lançamento foi adiado para 29 de maio e, posteriormente, para 5 de junho.

### Canções
A música-tema de 40mp e sasakure.UK, intitulada "Hajimari no Mirai" (はじまりの未来, "O Futuro do Começo"), conta com a voz de Hatsune Miku, e a música final de JIN, intitulada "Worlders", com arranjo de TeddyLoid, sendo executada por todos os 26 personagens. O filme também apresentou seis novas canções compostas por Deco*27, com cada canção arranjada por seis diferentes produtores de Vocaloid, e uma nova canção de inserção intitulada "Kimikoi Quest" (君恋クエスト) composta por irucaice e Ichinose LUPO, e arranjada por Tanchiky, além dos compositores. Algumas canções de Vocaloid também fizeram uma participação especial no filme.
| Título                                                           | Arranjo            | Vocal                  |
| ---------------------------------------------------------------- | ------------------ | ---------------------- |
| "Hello, Sekai" (ハローセカイ)                                    | tepe               | Virtual Singer         |
| "Story"                                                          | Shota Horie (kemu) | Leo/need               |
| "Fun!!"                                                          | Iyowa              | More More Jump!        |
| "Fire Dance" (ファイアダンス)                                    | Giga               | Vivid Bad Squad        |
| "Smile*Symphony" (スマイル*シンフォニー)                         | Nilfruits          | Wonderlands x Showtime |
| "Soko ni Aru, Hikari." (そこに在る、光。, "A Luz Que Habita Aí") | Surii              | Nightcord at 25:00     |

## Recepção

### Bilheteria
Em seu primeiro fim de semana, Gekijōban Project Sekai Kowareta Sekai to Utaenai Miku faturou cerca de 307 milhões de ienes nas bilheterias japonesas e ficou em segundo lugar, atrás de Kidō Senshi Gundam GQuuuuuuX. O filme ficou em primeiro lugar em termos de média de tela (receita de bilheteria por tela) naquele fim de semana. Até 23 de fevereiro de 2025, a receita de bilheteria ultrapassou 1,03 bilhão de ienes.

### Resposta dos críticos
Richard Eisenbeis, da Anime News Network, observou que, embora o filme estivesse repleto de "ótima animação, música excelente e um enredo direto e tematicamente pungente", ele não apresentou adequadamente nenhum de seus personagens, tornando difícil para os espectadores fazer malabarismos com "mais de 20 novos personagens enquanto tentam descobrir as regras do mundo na hora", caso o espectador não tenha jogado ou não esteja familiarizado com o jogo original.